# Tiffeny Milbrett
Tiffeny Milbrett, född den 23 oktober 1972 i Portland, Oregon, är en amerikansk fotbollsspelare. Vid fotbollsturneringen under OS 2000 i Sydney deltog hon i det amerikanska lag som tog silver. 